# Method Man
Clifford Smith (născut pe 2 martie 1971), mai cunoscut după numele de scenă Method Man, este un rapper american, producător muzical, actor și membru al colectivului hip hop, Wu-Tang Clan. Și-a luat numele de scenă din filmul The Fearless Young Boxer din 1979, cunoscut și ca Method Man. Face parte și din duo-ul Method Man & Redman. A câștigat un premiu Grammy la categoria "Cel mai bun cântec rap interpretat de un duo sau grup" pentru piesa "I'll Be There for You/You're All I Need to Get By" cântată în duet cu Mary J. Blige. În 2007, editorii de la About.com l-au inclus în lista celor mai buni 50 de MC ai timpurilor noastre (1987-2007). 
Method Man a apărut în filmele Belly, How High, Garden State având și un rol mic în The Wackness. Mai recent a apărut în filmul lui George Lucas, Red Tails. În televiziune atât el cât și Redman au jucat în sitcomul Method & Red distribuit de FOX. De asemenea, Method Man a apărut în rolul lui Tug Daniels în seria HBO, Oz dar și în rolul lui Calvin „Cheese” Wagstaff în seria de succes The Wire.

## Discografie

### Albume
- Tical (15 noiembrie 1994)
- Tical 2000: Judgement Day (17 noiembrie 1998)
- Tical 0: The Prequel (18 mai 2004)
- 4:21... The Day After (29 august 2006)

### Cu Redman
- Blackout! (28 septembrie 1999)
- How High (11 decembrie 2001)
- Blackout! 2 (19 mai 2009)